# Croix-Paquet (metrostation)
Croix-Paquet is een metrostation aan lijn C van de metro van Lyon, in het 1e arrondissement van de Franse stad Lyon.

## Geschiedenis
Croix-Paquet is oorspronkelijk het dalstation van een kabelspoorweg die naar boven op de heuvel La Croix-Rousse leidde. Het eindpunt van deze lijn op de heuvel was Croix-Rousse, er waren geen haltes onderweg. Bij de aanleg van deze kabelspoorweg is de Gros Caillou gevonden, een zwerfkei die nu op de Boulevard de la Croix-Rousse ter bezichtiging ligt.
Als de plannen voor het huidige metronetwerk van de stad worden gemaakt, wordt al snel deze kabelspoorweg er in opgenomen als lijn om La Croix-Rousse te ontsluiten. In 1972 sluit de lijn en wordt gedurende twee jaar omgebouwd tot tandradspoorweg. Als deze in 1974 open gaat, is het de eerste metrolijn van Lyon, die dan al met de letter 'C' aan wordt geduid. Op 2 mei 1978 wordt een verlenging tussen Croix-Paquet en metrostation Hôtel de Ville in gebruik genomen, zodat de lijn aansluit op lijn A die op die dag in dienst is getreden.

## Ligging
Het station Croix-Paquet ligt in de openlucht. Aan beide zijden komt de trein vlak voor het station de tunnelbuis uit. Aan de buitenkant van elk perron is er een zijperron. Het is het steilste station van de stad. Het station bedient voornamelijk het oostelijke en lagere gedeelte van de hellingen van La Croix-Rousse. 
Hôtel de Ville - Louis Pradel · Croix-Paquet · Croix-Rousse · Hénon · Cuire